# قلعة بيرواي
قلعة بيرواي (باللتوانية: Biržų pilis) هي قلعة في بيرواي، ليتوانيا. بدأ بناؤها في عام 1586، حيث بُني سد على نهري أغلونا و أباشيا عند التقاءهما، لتكوين بحيرة سيريفيا الاصطناعية، التي تبلغ مساحتها حوالي 40 كم مربع. وأُنهيت أعمال بناء القلعة الرئيسية في عام 1589.
في النصف الثاني من القرن السابع عشر، كانت القلعة المقر الرئيسي لعائلة رازوي-دوبينجياي، والتي انتقلت اليها من قلعة دوبينجياي. للاحتماء فيها حيث أن قلعة بيرواي تمثل هيكل دفاعي رئيس خلال الحروب مع السويد.
أعيد بناء القلعة في الثمانينيات بعد ما كانت عبارة عن أنقاض، يضم القصر السكني للقلعة مكتبة ومتحفًا للتاريخ اللتواني، تأسس عام 1928.

## التحصينات
بُنيت قلعة بيرواي وحُصنت للدفاع الفعال ضد المدفعية. حيث لم تُستخدم  المباني الحجرية المغلقة والجدران الدفاعية ذات الأبراج الركنية والمتوسطة التي بنيت في ذلك الوقت في ليتوانيا ودول شمال أوروبا الأخرى. استبدلت بحصون ترابية على غرار الحصون الإيطالية، حيث نصبت الحواجز الترابية الواقية على الجانب الخارجي مسورة بالطوب والحجارة. وارتفاع هذه السواتر حوالي 3-5 م. ويبلغ سمكها حوالي 2.5 - 3.0 متر، وارتفاعها من الخارج من 10 إلى 12 مترًا؛ وكان طول الأسوار نحو 900 م.
عززت السواتر الترابية بعض المعاقل والخنادق. ورُكبت حصون مدببة في جميع أركان فناء القلعة الأربعة. وأحيطت بأسوار واقية. وبُني مبنى سكني من ثلاثة طوابق على الحافة الغربية للفناء، وبجواره كانت هناك كنيسة إنجيلية إصلاحية ببرج طويل.
خُطط لمجمع منشآت القلعة الأولى في عصر النهضة، لكن هياكل المباني تحتوي على آثار قوطية جنبًا إلى جنب مع ميزات عصر النهضة.

## إعادة الاعمار
بعد الحروب البولندية السويدية، أعاد بوغوسلاف رادفيلا بناء القلعة بالاستعانة بالمهندس المعماري تيوفيليس سبينوفسكيس والمهندس صموليس أرشيسيفسكيس مخطط مدينة بيركاي، حيث قام الأخير بإعداد رسومات الثكنات ومبنى البوابة والمباني الأخرى، وأشرف على أعمال البناء.
بنى  بنائين من بيركاي وكوداينييا وفيلنيوس القلعة. كانت قلعة بيرواي التي أعيد بناؤها أكبر بكثير من القلعة الأولى واحتلت مساحة 13 هكتارًا. وكانت تحتوي على العديد من المباني الحجرية والخشبية المختلفة، ومنها القصور السكنية ومبنى البوابة الجديد الذي بُني في موقع البوابة القديمة.

## معرض الصور

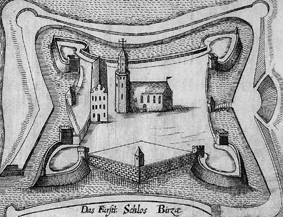
مخطط القلعة.
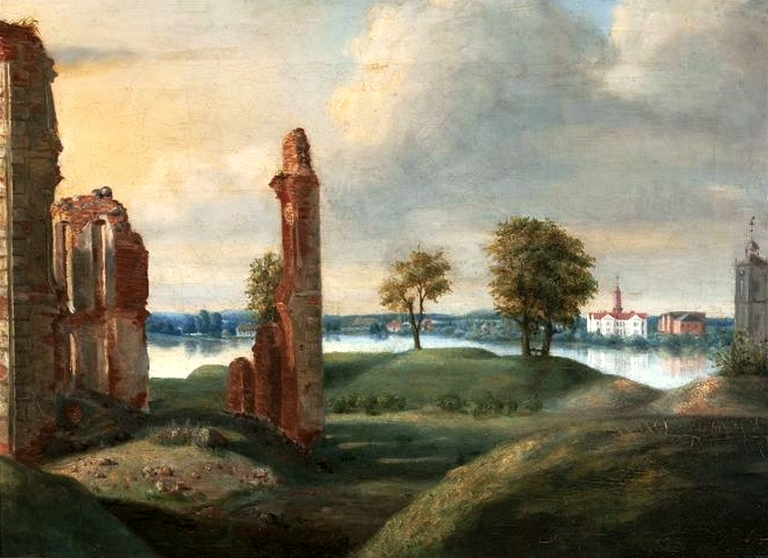
أنقاض القلعة بقلم بريشة فرانسيسك سموغليوفيتش ( المتحف الوطني في وارسو )
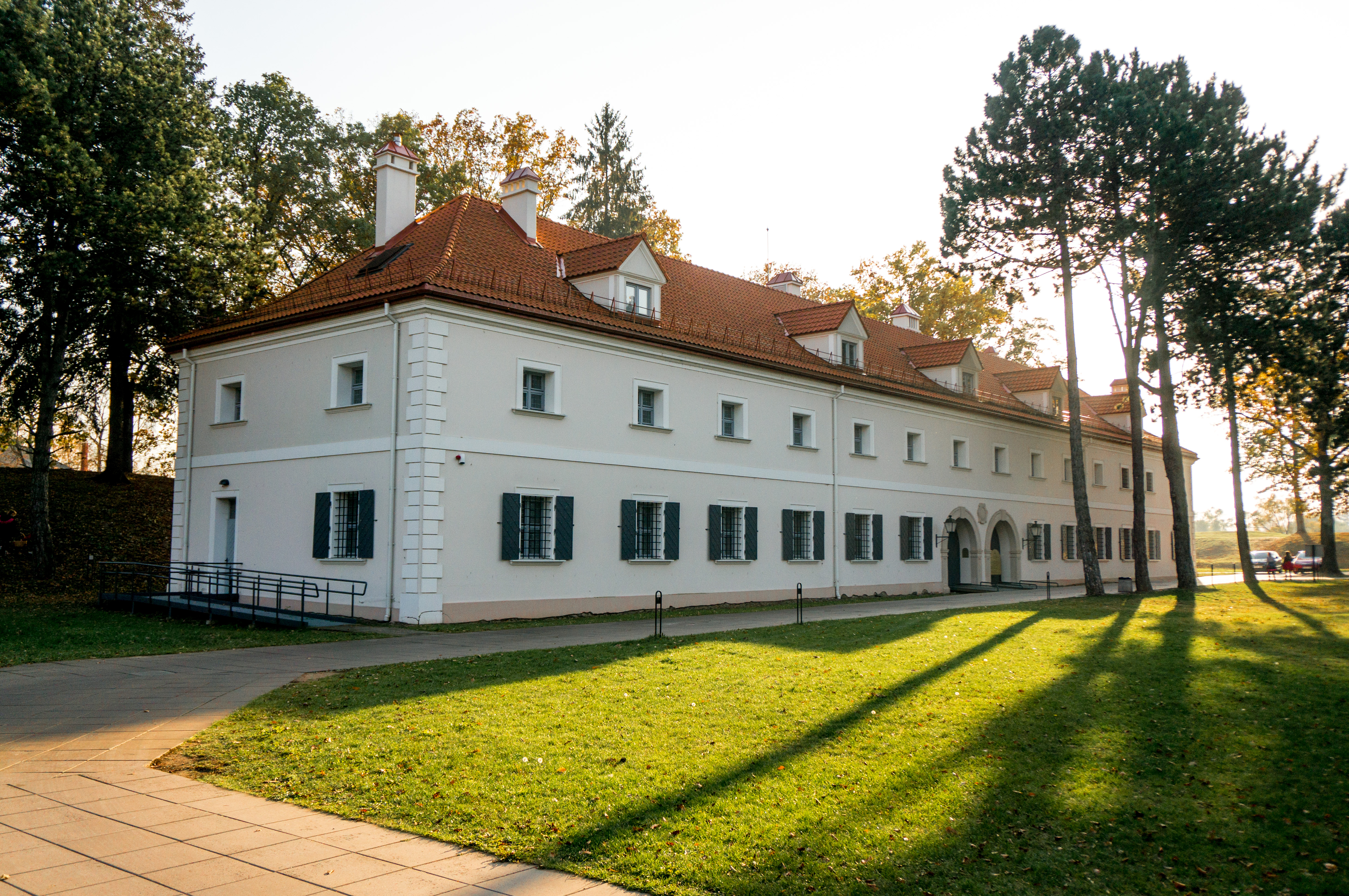
منظر من جانب آخر
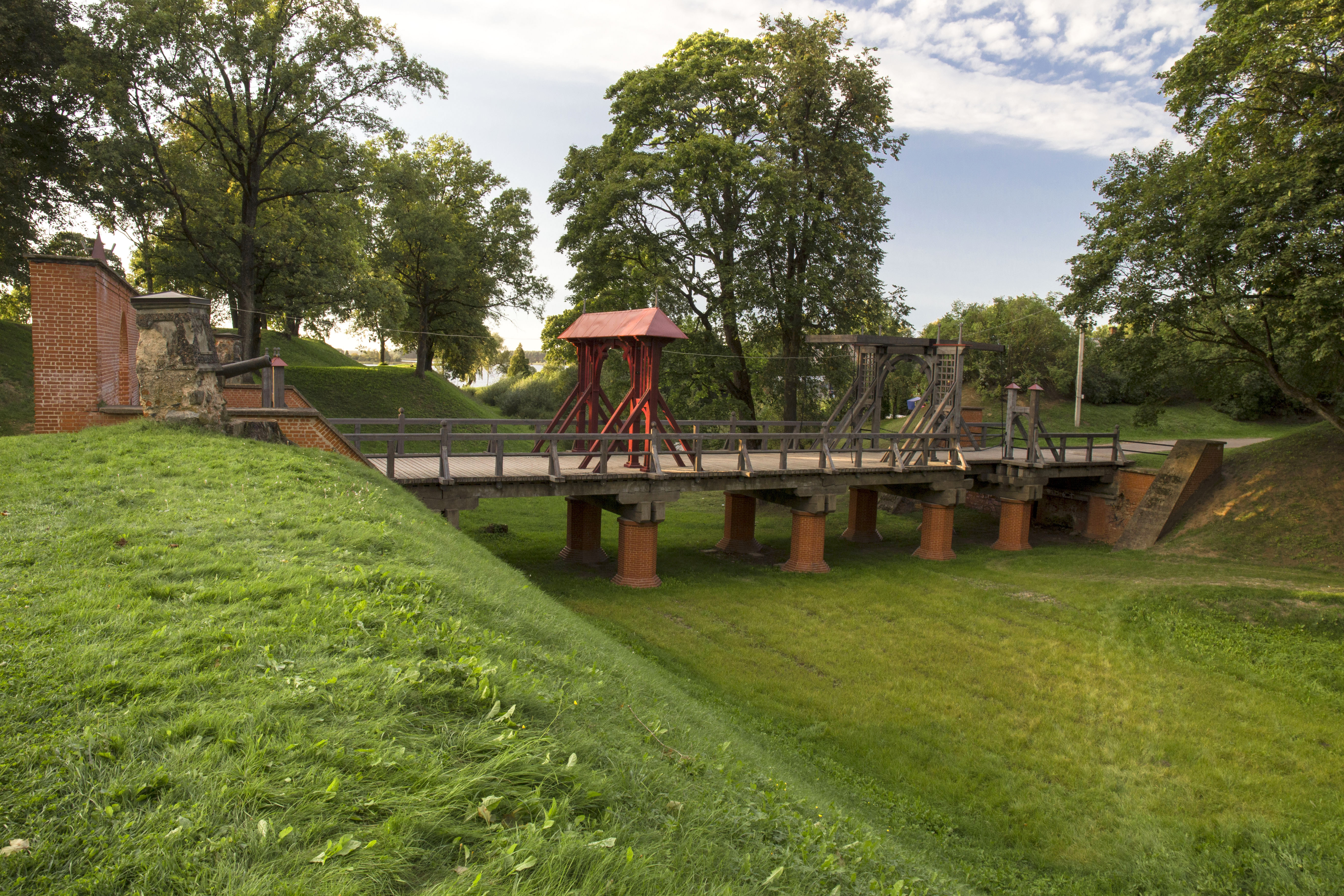
جسر